# La doccia al reggimento
La doccia al reggimento (La douche au Régiment) è un dipinto a olio su tela realizzato nel 1887 dal pittore francese Eugène Chaperon.

## Descrizione
L'opera rappresenta un momento della vita quotidiana in una caserma, quello della doccia dei soldati. Il dipinto è diviso idealmente in due sezioni distinte, separate dalla linea nera verticale formata dalla cappa della stufa. A destra quattro soldati nudi si lavano, venendo colpiti uno ad uno da un getto d'acqua saparato da un giovane soldato sulla sinistra. Sullo sfondo un lungo spogliatoio attraversa la stanza: si possono scorgere alcuni indumenti appesi e un soldato che sporge dal muro divisorio (a destra), mentre sulla sinistra si intravede un soldato che comincia a spogliarsi. Sulla destra una mezza dozzina di soldati osservano impassibili, forse aspettando il proprio turno.
Chaperon ricrea dettagliatamente l'ambiente con accurate rappresentazioni dell'ambiente stesso e degli abiti dei protagonisti. Il critico Sean Kramer ha osservato che nonostante la nudità nell'opera né la presenza di un gruppo di uomini che osservano i loro commilitoni nudi, il quadro non nasconde una vena erotica o voyeuristica, ma è invece una rappresentazione "quasi scientifica" delle abluzioni personali nell'esercito francese.

## Storia
Il dipinto fu presentato al Salon nel 1897, ottenendo recensioni positive per la sua esecuzione e, per L'Illustration, anche per l'originalità del soggetto. La tela è paradigmatica di un nuovo genere di dipinti a soggetto militare che si diffuse in quel periodo: oltre ad opere di tipo più prettamente bellico o eroico, diversi artisti cominciarono a ritrarre soldati dediti ad attività quotidiane e di poco conto, come l'igiene personale.